# Wakefield (gruppo musicale)
I Wakefield sono una rock band originaria di Mechanicsville, nel Maryland. La band è formata dal cantante Ryan Escolopio, il fratello batterista (ed ex batterista dei Good Charlotte) Aaron Escolopio, il loro cugino bassista Mike Schoolden, e il chitarrista J.D. Tennyson.

## I primi anni
Ryan Escolopio insieme al suo amico Mike Schoolden formò la band nel 2000. In seguito si unirono alla band anche il fratello di Ryan, Aaron, che aveva appena lasciato i Good Charlotte, come batterista e J.D. Tennyson come chitarrista. Nello stesso anno la band firmò con due diverse etichette discografiche: la Jive Records, e la Zombat Music. Nel 2003 uscì il primo album della band, intitolato American Made, annunciato dai singoli Say you will, e Suffragette city. A distanza di due anni dal primo, nel tardo 2005 uscì il secondo lavoro della band, ovvero Which side are you on?, annunciato dall'unico singolo C'mon baby.

## Discografia
- American made (2003)
- Which Side Are You On? (2005)

## Singoli
- Say You Will
- Suffragette City
- C'mon Baby